# NoLimits RollerCoaster
NoLimits Roller Coaster est un logiciel de simulation permettant de créer ses propres montagnes russes grâce à un éditeur 3D.
NoLimits Roller Coaster 2  est sorti le 10 janvier 2014, cette version est un aboutissement de 8 ans de travail, beaucoup de nouveautés sont à signaler comme un nouvel outil de capture de vidéos, des graphismes grandement améliorés et une personnalisation de son "coaster" plus approfondie que la version précédente. Le jeu est disponible en deux éditions : une version standard et une version professionnelle (qui contient entre autres l'outil de capture de vidéos)cette dernière version du jeux est aussi compatible avec l'occulus rift(casque virtuel)pour avoir l’impression d'être dans le jeu.

## Système du logiciel
Nolimits RollerCoaster Simulation est un logiciel et non un jeu ! C'est un logiciel semi-professionnel, c'est-à-dire qu'il est accessible à tous et qu'il est d'une grande précision. Ce logiciel a été créé en trois parties qui sont toutes aussi importantes les unes que les autres :
- L'éditeur : c'est la partie la plus importante car c'est la partie du logiciel qui nous permet de concevoir le track (ou encore layout : le parcours) ;
- Le terraformer : il nous permet de créer des montagnes, des plans d'eau, de changer la texture du terrain… Il sert à créer le terrain sur lequel le track est posé. C'est une des parties qui peuvent vous sembler optionnelles, néanmoins, on aime bien avec de beaux décors environnementaux ;
- Le simulateur : il permet de voir le rendu de nos longues heures de travail ! Il permet aussi de monter à bord de notre coaster (Montagnes Russes) et offre un console pour la gestion des différents systèmes du coaster (chaînes, moteurs linéaires, freins, harnais...).

### L'éditeur
L'éditeur est l'outil de conception du montagnes russes. Grâce à de nombreux outils et possibilités, il est possible de dessiner le parcours du coaster avec énormément de réalisme.
Différentes couleurs sont utilisées pour chaque partie de montagnes russes :
- Rose : Break (arrêt)
- Marron : Station (Quai d'embarquement)
- Vert : Lift (montée, chaîne)
- Jaune : Transport (pour faire avancer le train et, éventuellement, lui donner un "booster")
- Bleu : Track (parcours)

Il y a également possibilités d'insérer des décors ou des objets 3D réalisés avec un programme.

### Terraformer
Cette partie sert à créer l'environnement de vos montagnes russes. On peut modifier le terrain, c'est-à-dire faire des dénivellations, points d'eau ou encore placer des textures.

### Simulateur
"No Limits Simulator" est le simulateur où l'on peut tester ses montagnes russes comme si vous étiez dedans, dans des conditions presque réelles.